# Hydroxyde d'uranyle
L'hydroxyde d'uranyle est un composé chimique de formule UO2(OH)2 sous forme monomère, ou (UO2)2(OH)2 sous forme dimère ; ces deux formes peuvent exister en solution aqueuse. Il se forme comme précipité colloïdal à pH neutre à partir d'une solution d'uranium oxydée.
C'est un composé dangereux qui présente globalement les risques des uranyles.